# Czesław Sobociński
Czesław Sobociński (ur. 1943 w Kowalewie Pomorskim, zm. 24 lipca 2019) – polski architekt.

## Życiorys
Ukończył studia na Wydziale Architektury Politechniki Gdańskiej w 1968. W latach 1973–1990 pracował w Biurze Projektowo-Badawczym Budownictwa Ogólnego „Miastoprojekt” Toruń jako kierownik zespołu oraz starszy projektant. Po 1989 prowadził własną działalność projektową.
Był związany z Torunia. W tym mieście zaprojektował m.in. zadaszenie lodowiska Tor-Tor, kościół Matki Bożej Królowej Polski, budynek zaplecza teatru im. Wilama Horzycy, część osiedla Winnica, budynek dawnego Banku Gdańsku przy Szosie Chełmińskiej. Za swoje projekty był wielokrotnie nagradzany.
Był członkiem Stowarzyszenia Architektów Polskich.
Został odznaczony Srebrnym Krzyżem Zasługi.